# رافاييل ماغالهايز
رافاييل ماغالهايز هو لاعب كرة قدم برازيلي في مركز الهجوم، ولد في 6 فبراير 1986 في Pirajuí ‏ في البرازيل. لعب مع نادي هاماربي.

## وصلات خارجية
- رافاييل ماغالهايز على موقع اتحاد السويد (السويدية)
- رافاييل ماغالهايز على موقع قاعدة بيانات كرة القدم.إي يو (الإنجليزية)
- رافاييل ماغالهايز على موقع Soccerway.com (الإنجليزية)